# Doktor Murkes gesammeltes Schweigen
Doktor Murkes gesammeltes Schweigen ist eine Kurzgeschichte von Heinrich Böll. Erstveröffentlicht wurde sie 1955 in den Frankfurter Heften, eine erweiterte und überarbeitete Fassung erschien 1958 in dem Sammelband Doktor Murkes gesammeltes Schweigen und andere Satiren. Thema ist die intellektuelle Kontinuität zwischen NS-Ideologie und der Kultur der Nachkriegszeit in der Bundesrepublik.

## Handlung
Anfang der 1950er-Jahre ersucht der einflussreiche Professor Bur-Malottke den Intendanten einer Rundfunkanstalt, zwei seiner vor Jahren aufgezeichneten Vorträge über das Wesen der Kunst, die erneut auf dem Programm stehen, vor der Ausstrahlung zu ändern. Grund: In diesen Vorträgen bezieht er sich häufig auf Gott, doch nun hätten sich seine religiösen Einstellungen geändert. Er habe aber keine Zeit, die Vorträge komplett neu zu sprechen, daher solle lediglich jedes Vorkommen des Wortes „Gott“ durch die Wendung „jenes höhere Wesen, das wir verehren“ ersetzt werden, das er im Studio einsprechen werde. Der Intendant teilt diese Aufgabe Dr. Murke zu, einem jungen Redakteur in der Abteilung „Kulturwort“, den er nicht mag.
Murke hat eigenwillige Angewohnheiten: Er sammelt Tonbandabschnitte, in denen Sprecher geschwiegen haben, und entspannt sich zu Hause, indem er sich das daraus montierte Band anhört. Zusätzlich lässt er sich von seiner Freundin Band „beschweigen“, indem sie stumm vor dem Mikrofon sitzt. Ein spezielles Abenteuer seines Alltags besteht darin, über die letzte Etage hinaus im Paternosteraufzug des Funkhauses zu bleiben und die Kehrtwende seiner Kabine zu erleben.
Murke geht mit einem Tontechniker die Vorträge durch, jedes Vorkommen von „Gott“ wird herausgeschnitten und markiert. Als Bur-Malottke zum Einsprechen der neuen Formulierung erscheint, wird Murke klar, wie sehr er diesen Mann hasst. Ironisch-taktvoll macht er ihn darauf aufmerksam, dass die 27 Vorkommen der besagten Wendung unterschieden werden müssen nach Nominativ/Akkusativ, Genitiv, Dativ sowie einen Vokativ („O Gott!“), und dass die Rede durch die Umschnitte um eine Minute verlängert würde, was man durch Kürzungen an anderer Stelle wieder werde ausgleichen müssen. Bur-Malottke, von diesen Details überrascht, muss sich fügen und wird von Murke während der Aufnahmen zusätzlich gestichelt. Anschließend kündigt er dem Intendanten an, dass sein vollständiges gesprochenes Wort im Rundfunkarchiv – wohl über 120 Stunden – gleichermaßen überarbeitet werden solle, und bringt den Intendanten damit in ein Dilemma, da dieser eine solche Aufgabe niemandem antun möchte, nicht einmal Murke.
Nach Überarbeitung der Rede sind die herausgeschnittenen „Gott“ übrig. Als im selben Studio bald darauf ein religiöses Hörspiel bearbeitet und dazu das gesprochene Wort „Gott“ mehrfach benötigt wird, erinnert sich der Studiotechniker an die Schnipsel und montiert sie hinein.

## Motive und Inhalt
Böll siedelt die Geschichte beim Rundfunk und insbesondere dessen Kulturabteilung an, die als Spielball politischer Interessen dargestellt werden. Der Intendant des Senders verhilft einem bereits zur NS-Zeit hochgelobten Intellektuellen zu einem Podium. Diesen Typus verkörpert der Literat Bur-Malottke, der seine zur NS-Zeit opportune antikirchliche Richtung wieder aufnimmt. Die Handlung besteht aus einer Aneinanderreihung verschiedener Episoden, von denen die meisten im Rundfunkhaus stattfinden. Ihre Wirkung erzielt die Geschichte „aus der raschen Szenenfolge“.
In der Literaturwissenschaft wurde die Geschichte überwiegend als satirische, karikierende Abrechnung mit dem Rundfunksystem der 1950er-Jahre und dessen Umgang mit ehemaligen Nationalsozialisten, bzw. deren Mitläufern und Nutznießern gedeutet. Dabei rückt die Figur des Bur-Malottke in den Vordergrund. Nach Kriegsende war der Kulturmanager zum christlichen Glauben konvertiert, um seinen plötzlichen, antinationalsozialistischen „Sinneswandel“ zu rechtfertigen. Nun, zur Mitte der 1950er-Jahre, glaubt er, die Kehrtwende von der Kehrtwende einläuten zu können, und möchte die Gottesbekundungen aus einem Vortrag gestrichen wissen. Zimmermann interpretiert Bur-Malottkes Handeln und ihre Funktion für den Text wie folgt:

„Wenn der schöngeistige Schwätzer, der in der religiösen Renaissance des Jahres 1945 konvertiert hat, in seinen Vorträgen über das Wesen der Kunst 27mal Gott beschwört […], so werden damit wohl nicht nur modische Zeitströmungen und ihre Ritualisierungstendenzen travestiert, es wird auch die Situation des Rundfunks bewußtgemacht, der sich dem Zwang nicht entziehen kann, diesen Strömungen gebührend Gehör zu verschaffen.“

Murke wird nach dieser Lesart zum Gegenspieler Bur-Malottkes. Er ist im Rundfunk tätig und wurde vom Intendanten beauftragt, das Ansinnen des Kulturrezensenten technisch umzusetzen. Dabei entgeht dem als „jung, intelligent und liebenswürdig“ beschriebenen Murke nichts. Bur-Malottke hatte nicht bedacht, dass „jenes höhere Wesen, das wir verehren“ im Gegensatz zu „Gott“ in verschiedenen Kasus eingesprochen werden muss. Die Kasusverschiebungen bereiten ihm Unbehagen. Murke nutzt dies geschickt und lässt Bur-Malottke für seine Scheinheiligkeit büßen:

„[E]s bleibt noch ein Vokativ, die Stelle, wo Sie: ,o Gott‘ sagen. Ich erlaube mir, Ihnen vorzuschlagen, daß wir es beim Vokativ belassen, und Sie sprechen ,O du höheres Wesen, das wir verehren!‘“

Seine Beklemmung kanalisiert Murke wiederum durch das Sammeln und Herausschneiden von Stellen, in denen die Sprecher schweigen. Auch seine Freundin hält er dazu an, ihm Tonbänder zu „beschweigen“. Er braucht die Aufnahmen, um sie sich abends zur Erholung von der Hohlheit und Geschwätzigkeit des Mediums, also zur Seelenhygiene, vorspielen zu können.
Die Geschichte endet pointiert in einer Dialogszene zwischen Techniker und Hilfsregisseur. Murkes herausgetrennte Gott-Schnipsel können in einen anderen Rundfunkbeitrag hineingeschnitten werden. Der mit Murke befreundete Techniker freut sich, dass er ihm die dafür unnötig gewordenen Schweigestellen schenken kann: „im ganzen fast eine Minute“.

## Rezeption
Böll selbst erklärt seine narrative Darstellungsform dadurch, einer Welt entgegentreten zu wollen, „die dauernd schreit, die laut ist und schon damals laut war und heute noch lauter ist“. Der Figur des Murke obliegt es, „dem Schweigen einen Altar zu bauen“.
Jochen Hörisch erwähnt Bölls Kurzgeschichte und merkt dazu an, dass alliierte Truppen im Frühling 1945 reihenweise Rundfunksender einnahmen. Die dadurch bedingten Unterbrechungen des Sendebetriebs seien für viele Hörer selbst die bedeutendste Nachricht gewesen: ein „Epochenschnitt“.
Die Geschichte wurde 1964 mit Dieter Hildebrandt als Dr. Murke für das Fernsehen vom Hessischen Rundfunk verfilmt (Regie: Rolf Hädrich).
Der zweite Teil der beiden Ausstrahlungen trug den Titel Doktor Murkes gesammelte Nachrufe. Die Hörspielfassung (1986 als Koproduktion von Südwestfunk und Saarländischem Rundfunk, Bearbeitung und Regie: Hermann Naber, Sprecher u. a.: Henning Venske, Hilmar Thate, Hans-Helmut Dickow, Heinz Schimmelpfennig,) wurde 2004 mit dem Radio-Eins-Hörspielkino-Publikumspreis ausgezeichnet.

## Ausgaben
- Heinrich Böll: Doktor Murkes gesammeltes Schweigen und andere Satiren. Kiepenheuer & Witsch, Köln 2013, ISBN 978-3-462-04580-2.
- Heinrich Böll, Sharon Dodua Otoo: Gesammeltes Schweigen. Edition Zweifel, Hamburg/Berlin 2022, ISBN 978-3-9824323-0-4.

## Interpretationen
- Erhard Friedrichsmeyer: Die satirische Kurzprosa Heinrich Bölls. Chapel Hill 1981, S. 7–50.
- Erhard Friedrichsmeyer: Doktor Murkes gesammeltes Schweigen. In: Heinrich Böll, Romane und Erzählungen. Hrsg. von Werner Bellmann. Reclam, Stuttgart 2000, S. 149–160.
- John Klapper: Heinrich Bölls „Doktor Murkes gesammeltes Schweigen“. In: German teaching. The German journal of the Association for Language Learning. 5/1992, S. 24–29.
- Adolf Schweckendieck: Fünf moderne Satiren im Deutschunterricht. In: Der Deutschunterricht. 3/1966, S. 39–50.
- Dieter E. Zimmer: Doktor Murkes gesammeltes Schweigen. In: In Sachen Böll. Ansichten und Einsichten. Hrsg. v. Marcel Reich-Ranicki. dtv, München 8. Aufl. 1985. S. 205–209.
- Werner Zimmermann: Doktor Murkes gesammeltes Schweigen (1958). In: W. Z.: Deutsche Prosadichtungen unseres Jahrhunderts. Interpretationen. Teil 2. 2. Aufl. der Neufassung. Schwann, Düsseldorf 1970, S. 239–249.